# الاحتجاجات السورية 1948
الاحتجاجات السورية 1948 هي مظاهرات شعبية وأعمال شغب تخللتها مظاهر معادية لليهود السوريين، وهتفت ضد شكري القوتلي وحكومة جميل مردم. جاءت في أعقاب الهزيمة في حرب فلسطين وإعلان قيام دولة إسرائيل، وتزامنًا مع الذكرى الأولى لصدور قرار تقسيم فلسطين إلى دولتين عربيّة ويهوديّة. أدت الاحتجاجات، كما وصفتها الصحافة السورية، إلى «هزة عنيفة» في بنية النظام السياسي السوري، وكانت الهزة الأولى بعد الاستقلال، كما أدت إلى إعلان حال الطوارئ، واستقالة حكومة جميل مرد وسلسلة أزمات حكومات قبل أن يتمكن خالد العظم من تشكيل الحكومة. كذلك فقد أدت إلى توقيف مفاوضات اتفاق الهدنة، وشكلت الأساس الأول لانقلاب حسني الزعيم وخلع القوتلي في مارس 1949، كما شكلت بداية انقراض اليهودية السوريّة.

## خلفية
حينما اتخذ مجلس الأمن القرار الدولي رقم 181 في 29 نوفمبر 1947 جابت شوارع دمشق مسيرات حاشدة قدر عدد المشاركين فيها نحو 10,000 شخص، وقامت هذه المسيرات بالاعتداء ومن ثم تكسير سفارة الولايات المتحدة وسفارة بلجيكا، والمركز الثقافي السوفيتي، ومقر الحزب الشيوعي السوري الذي نهب ودمر وقتل فيه أربعة أشخاص. في حلب، نهب وأحرق 300 منزل يهودي، إلى جانب نهب وإحراق 11 كنيس يهودي بما فيه كنيس حلب الكبير الذي يرقى للقرن الثامن قبل الميلاد ولقي 76 يهوديًا سوريًا حتفهم خلال أعمال الشغب. السلطات لم تعتقل أيًا من المتظاهرين ولم تقدمهم للمحاكمة، بالأحرى، فإنّ الصحف السورية شنت هجومًا على اليهود المحليين واتهمتهم بمحاباة الصهيونية.
خلال شهر ديسمبر 1947 شكل جيش التحرير العربي، وهوجمت المستوطنات القريبة من سوريا من قبل فوزي القاوقجي، وأكرم الحوراني، وأديب الشيشكلي. كذلك فقد رفع البرلمان الضرائب للمجهود الحربي، وصرّح رئيس الحكومة جميل مردم أنّ «العرب الذين هبّوا هبة رجل واحد سيلقنون اليهود درسًا». خلال مايو 1948 قامت دولة إسرائيل، وانهزمت الجيوش العربية كافة، وفي أغسطس 1948 أجرى جميل مردم بيك تعديلاً على حكومته وتسلّم حقيبة الدفاع الوطني، تزامنًا مع القسم الثاني لشكري القوتلي.

## سير الأحداث
في نوفمبر 1948 كانت الحرب قد توقفت ومفاوضات الهدنة في جزيرة رودس التي دعيت «جزيرة العار» في الشارع السوري، قد بدأت. وتفشت حالة من الإحباط في الشارع، دعمها ركود الاقتصاد وانهيار قيمة الليرة السورية، فبدأت اضرابات عماليّة سيّما في حلب.
في 30 نوفمبر، ومع الذكرى الأولى لصدور قرار التقسيم، تمت الدعوة إلى إضراب عام ومظاهرات في كامل أنحاء سوريا، وكانت نسبة الالتزام شبه كاملة. الطلبة والمعلمين وموظفي النقل العام والسكك الحديدية والاتصالات والمحامين والأطباء والمهندسين، تزامن ذلك مع مظاهرات حاشدة في حلب ودمشق، واعتدي على وزير الداخلية صبري العسلي مقابل مبنى الوزارة، وحاولت قوى الأمن تفريق المظاهرات بإطلاق النار في الهواء وعلى الأرجل فقتل في دمشق مواطن وجرح 57 آخرين. أما في حماه، فإنّ الصدامات المسلحة قد وقعت بين مؤيدي الحكومة ومعارضيها. في اليوم التالي أي 1 ديسمبر، عادت المظاهرات من جديد، فاستقال جميل مردم، وأطلق سراح الموقوفين على خلفية المظاهرات أو على خليفة اتنقاد الجيش والدولة بعد هزيمة فلسطين.
طالب حزب الشعب تكليف الرئيس السابق هاشم الأتاسي تشكيل الحكومة في 2 ديسمبر، وشهدت حمص اعتصامًا كبيرًا تطالب بالأتاسي رئيسًا للوزارة، فكلفه القوتلي، لكنّ الأتاسي اعتذر في اليوم التالي لعدم اتفاقه مع الكتل النيابية، فتجددت المظاهرات. أخيرًا في 3 ديسمبر، قام قائد الجيش حسني الزعيم بإنزل الجيش إلى الشوارع ومنع التظاهرات دون إخطار من الحكومة أو رئاسة الجمهورية؛ وفي اليوم ذاته أعلن القوتلي حال الطوارئ، وحظر التجول، وإغلاق المدارس، وإخضاع البلاد لحالة الأحكام العسكرية العرفية، ما شكل نهاية التظاهرات. غير أن الأزمات الحكومية استمرت حتى 16 ديسمبر حيث نجح خالد العظم في تشكيل الحكومة.
في فبراير 1948 تجددت المظاهرات الطلابية على خلفية اتفاقية التابلاين، ووصف العظم بالكولونيالي والمعادي للعروبة؛ ولم تفلح الحكومة الجديدة في حالة احتواء الغضب والإحباط في الشارع، ما ساهم في ترسيخ أسس انقلاب الزعيم على النظام الجمهوري، في 30 مارس 1949.

## الكتب
- غوردن تورري (1964). Syrian Politics and the Military, 1945-1958 [السياسة والجيش السوريان 1945 - 1958] (بالإنجليزية). دار نشر جامعة ولاية أوهايو. Archived from the original on 10 آب / أغسطس 2020. {{استشهاد بكتاب}}: تحقق من التاريخ في: |تاريخ أرشيف= (help)